# Saint-Pé-de-Léren
Saint-Pé-de-Léren är en kommun i departementet Pyrénées-Atlantiques i regionen Nouvelle-Aquitaine i sydvästra Frankrike. Kommunen ligger i kantonen Salies-de-Béarn som tillhör arrondissementet Pau. År 2022 hade Saint-Pé-de-Léren 268 invånare.

## Befolkningsutveckling
Antalet invånare i kommunen Saint-Pé-de-Léren
| Referens: INSEE |